# Scipione Tadolini
Pour les articles homonymes, voir Tadolini.

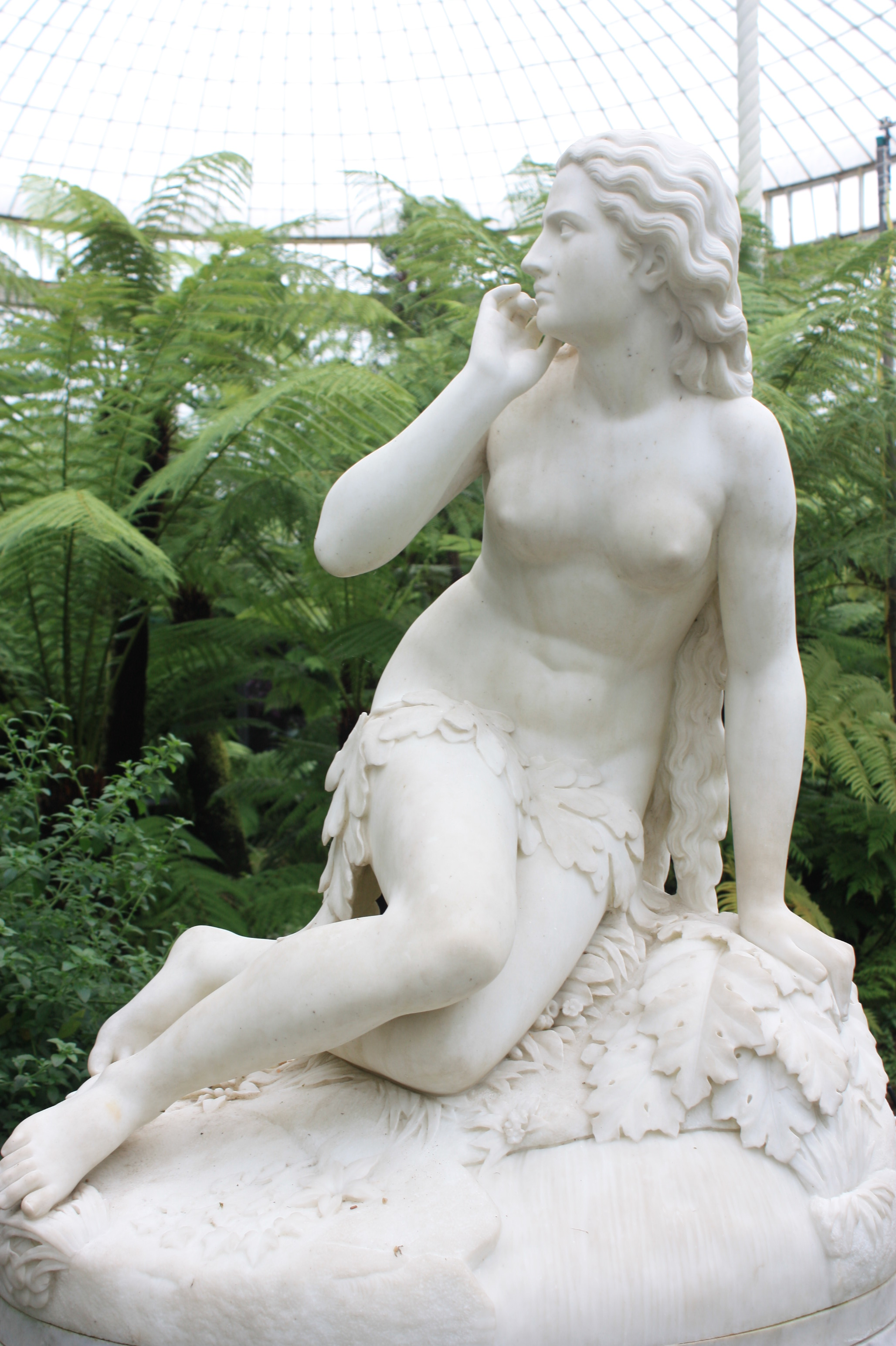
Ève par Scipione Tadolini, Kibble Palace, Glasgow.

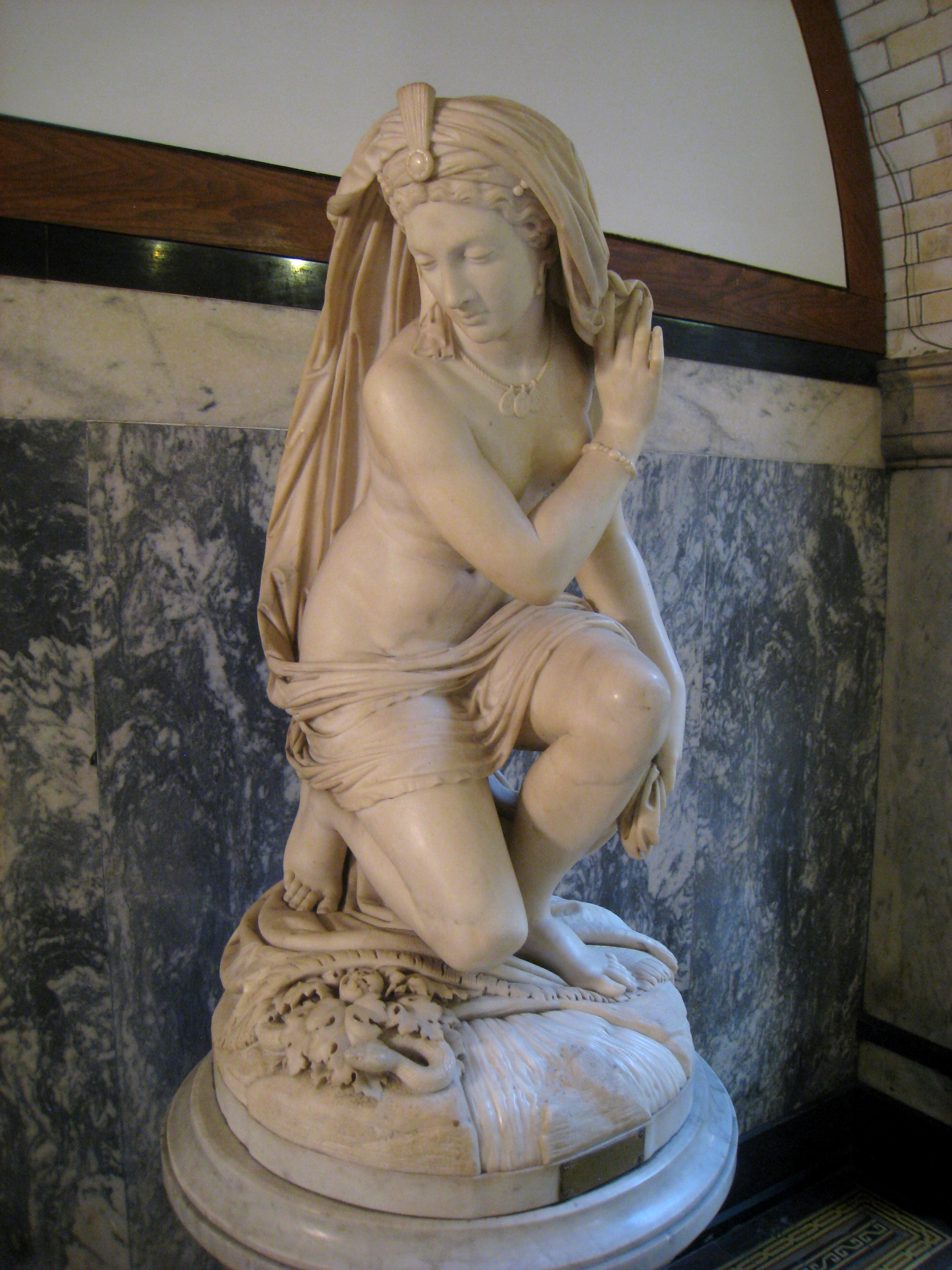
Géorgienne surprise au bain par Scipione Tadolini.

Scipione Tadolini, né en 1822 à Rome et mort en 1892 dans la même ville, est un sculpteur italien.

## Biographie
Né en 1822 à Rome, Scipione Tadolini est le fils et l'élève d'Adamo Tadolini. Il continue la tradition paternelle.
On cite parmi ses meilleurs œuvres une statue de Sainte Lucie à la Cluesna del Gonfalone, le monument de Bolivar à Lima, un Saint Michel, à Boston et un buste de Victor Emmanuel, au sénat de Rome. Il expose à la Royal Academy à Londres en 1853. Le musée de Madrid conserve de lui L'esclave, et celui de Sydney Esclave grecque.
Scipione Tadolini meurt en 1893.